# ステーションY
『ステーションY』（Station Y、STATION Y、ステーションy）は、2003年3月31日から2009年3月27日まで6年間、山口朝日放送で月曜 - 金曜 18:17（当初は18:18） - 18:54に生放送されていたローカルワイドニュース番組。

## 番組概要
- 『スーパーJチャンネル』のローカルパートとしての『YABスーパーJチャンネル』を、単独番組として発展させる形でスタート。

- 報道を意識しており、日替わりでコメンテーターが出演していたのが特徴。

- 放送開始当初は金融・政治関連の特集なども行っていた。一部の演出で『ニュースステーション』や『報道ステーション』の影響を受けている。

- 金曜日には朝日放送・広島ホームテレビ・瀬戸内海放送・愛媛朝日テレビ、ならびにyabのブロックネット番組である『ぐるりん瀬戸内』を放送していた。

- また、朝日新聞との共同企画のコーナーも放送していた。

- 番組の終了後、替わって後継番組の『Jチャンやまぐち』がスタートした。

## キャスター
| 期間                  | メインキャスター | ニュース担当      | ニュース担当      | ニュース担当      | ニュース担当        | 天気       | 天気       | 天気       | 天気       | ぐるりん瀬戸内 |
| 期間                  | メインキャスター | 月曜・火曜        | 水曜              | 木曜              | 金曜                | 月曜・火曜 | 水曜       | 木曜       | 金曜       | ぐるりん瀬戸内 |
| --------------------- | ---------------- | ----------------- | ----------------- | ----------------- | ------------------- | ---------- | ---------- | ---------- | ---------- | -------------- |
| 2003.3.31 - 2004.3.26 | 高山了子         | 柘植忠司          | 柘植忠司          | 田中寿江          | 田中寿江            | 柘植忠司   | 柘植忠司   | 田中寿江   | 田中寿江   | 田中寿江       |
| 2004.3.29 - 2004.10.1 | 高山了子         | 柘植忠司          | 柘植忠司          | 田中寿江          | 田中寿江            | 柘植忠司   | 柘植忠司   | 田中寿江   | 黒宮千香子 | 黒宮千香子     |
| 2004.10.4 - 2005.4.1  | 高山了子         | 柘植忠司          | 柘植忠司          | 田中寿江          | 田中寿江            | 柘植忠司   | 柘植忠司   | 田中寿江   | 松田梨香   | 松田梨香       |
| 2005.4.4 - 2005.9.30  | 柘植忠司         | 福山博子          | 福山博子          | 田中寿江          | 田中寿江            | 福山博子   | 福山博子   | 田中寿江   | 松田梨香   | 松田梨香       |
| 2005.10.3 - 2006.3.31 | 柘植忠司         | 松田梨香          | 山田香菜子        | 山田香菜子        | 山田香菜子          | 松田梨香   | 山田香菜子 | 山田香菜子 | 山田香菜子 | 山田香菜子     |
| 2006.4.3 - 2007.3.30  | （不在）         | 柘植忠司 松田梨香 | 柘植忠司 松田梨香 | 柘植忠司 松田梨香 | 井川弘宜 山田香菜子 | 松田梨香   | 松田梨香   | 松田梨香   | 山田香菜子 | 山田香菜子     |
| 2007.4.2 - 2008.3.28  | （不在）         | 柘植忠司 堂本幸代 | 柘植忠司 堂本幸代 | 柘植忠司 堂本幸代 | 井川弘宜 山田香菜子 | 村中智絵   | 村中智絵   | 村中智絵   | 山田香菜子 | 山田香菜子     |
| 2008.3.31 - 2009.3.27 | （不在）         | 柘植忠司 堂本幸代 | 柘植忠司 堂本幸代 | 柘植忠司 堂本幸代 | 井川弘宜 山田香菜子 | 関真由美   | 関真由美   | 八木ひとみ | 八木ひとみ | 山田香菜子     |

## コメンテーター
下記は公式サイトに記載されているものだが、異なるコメンテーターが出演することもあった。
- 岩下範之 - 朝日新聞 山口総局長
- 上田和義 - 弁護士（2006年5月 - ）
- 佐藤国憲 - 防府商工会議所顧問（2006年4月 - ）
- 山根多恵 - 旅館吉田屋 女将
- 古賀武陽 - 山口大学経済学部 非常勤講師

### 過去に出演していたコメンテーター
- 小林慎也 - 梅光学院大学教授（下関市、 - 2006年3月）
- 中山尭 - 朝日新聞（ - 2006年3月）
- 吉冨崇子 - 主婦（ - 2006年3月）
- 江里健輔 - 山口県立大学長（2006年4月）
- 軸屋忍 - 朝日新聞山口総局長（2006年4月 - ）
- 井出崎小百合 - 育児子育てサポート活動家（2006年4月 - ）
- 島添美葉子 - 消費生活アドバイザー（2006年4月 - ）

## エピソード
- 毎週月曜日に放送されていたスポーツコーナー「週スポ」は、番組開始当初より続く唯一のコーナーだった（ブロックネット企画である「ぐるりん瀬戸内」を除く）。

- 『ほっと土曜日』が放送終了した際に、同番組の人気コーナーであった「学校の快談」は本番組へ移行した（現在、コーナーは終了）。

- 2006年8月14日より、スタジオカメラを除く機器がHD対応（放送は地上デジタル放送の試験放送のみ）。同年9月13日からは、スタジオカメラの更新も完了し、正式にハイビジョン制作番組となった。

- また同日より、サイドテロップなど2つのテロップが表示可能となったため、活用を始めた。

- 初代テーマソングは本番組のために制作されたもので、2006年3月31日まで3年間使われた。

- ロゴマークは、かつてのコーポレートカラーであった緑と青の2色の三角形で「Y」を表現したもの。2006年7月14日のCI導入からは、赤茶と橙とに色を変えたものが使用されるようになった（番組内テロップのみ）。このロゴマークは、2007年4月2日に変更された。

- 山口朝日放送では従来平日17時台にローカル番組を編成（5時からワイド → とれたてテレビYAB）し、18時台後半にローカルニュースを編成していなかったが、当番組以降は系列他局および県内他局（山口放送・テレビ山口）と同様に18時台後半にローカルニュースを編成するようになった。